# Gustav Bergman
Gustav Ingemar Bergman, född 4 december 1990 i Skarpnäcks församling i Stockholm, är en svensk orienterare som tog guld i stafetten vid VM 2014, brons på VM-medeldistans i Finland 2013, samt tog Sverige till silver på VM-stafetten samma år. Han har även två guld vid JVM 2009 i Italien, samt ett EM-guld i stafett 2014 och en 8:e plats på VM-medel 2012 i Schweiz.
Bergman bor i Bagarmossen utanför Stockholm och tävlar för Nacka-klubben OK Ravinen.
Han vann Silva League 2012 efter en delseger. Tvåa på O-Ringen 2012 i Halmstad efter norrmannen Olav Lundanes. I oktober 2011 gick han upp som Sverigeetta på Sverigelistan, den svenska rankinglistan för orienterare. Även efter vårsäsongen 2016 ligger Bergman etta på denna lista.
Säsongen 2013 tog han femteplatsen i den totala världscupen, som bästa icke-schweiziska löpare. Han är rankad som fjärde löpare på den internationella rankinglistan.
Vid EM i Tjeckien 2016 tog Bergman två silvermedaljer, en på sprinten och en på medeldistansen. Båda gångerna blev han slagen av schweizaren Matthias Kyburz. 2018 vann Bergman sin första världscuptävling i Norska Østfold, 2019 vann Bergman den totala världscupen efter att ha vunnit flera deltävlingar. 
I juni 2022 var Bergman en del av Sveriges lag som tog guld i sprintstafett vid VM. Han tog även silver i den individuella sprinten.20
Vid VM 2023 tog Bergman en bronsmedalj i stafett tillsammans med Albin Ridefelt och Emil Svensk.
Bergman använder inte tumkompass utan en vanlig handkompass när han orienterar, vilket är ganska ovanligt för elitlöpare.